# مبروك التركي
مبروك سالم التركي (مواليد مدينة أبها عام 1946م-)، لاعب كرة قدم سعودي سابق. لعب كحارس في نادي النصر والمنتخب السعودي. توفي عام 1984 في حادث مروري اثناء زيارته لعائلته في أبها.
حقق الكثير من البطولات مع ناديه خلال مايقارب 15 عاماً قضاها في النادي الأصفر. يصنفه الكثير من المؤرخين على أنه أحد أبرز الحراس الذين مروا على تاريخ كرة القدم السعودية.[بحاجة لمصدر]

## مسيرته الرياضية
بدأ حياته الرياضية في حواري المنطقة الجنوبية، وسرعان ما انتقل إلى العاصمة الرياض في النصف الثاني من عقد الثمانينات الهجرية لينظم لفريق النصر بدعم قوي ومباشر من الرمز النصراوي الراحل الأمير عبد الرحمن بن سعود باني الأمجاد النصراوية الذي نقل الفريق الأصفر من عالم البداية إلى عالم البطولات.
فقد كانت نظرته ثاقبة وهو يتنبأ بموهبة (مبروك) بين الخشبات الثلاث، فبعد انضمامه للنصر في سن باكر من عمره الرياضي استطاع أن ينافس حارس النصر العملاق آنذاك جوهر مرزوق الذي مثل فارس نجد في الثمانينات ليدخل معه في صراع من أجل كسب ثقة النصراويين وثقة جماهيره وجهازه الفني. وبالفعل نجح الحارس الأسطوري في حجز موقعه أساسياً وتمثيله في سن صغير.. قاد فارس نجد في مطلع التسعينات الهجرية إلى تحقيق الانتصارات الذهبية وإحراز البطولات ضمن جيل الذهب جيل خالد التركي ومحمد سعد العبدلي ويعقوب مرسال وحسن أبو عيد وعبد الله بن صليح والأمير ممدوح بن سعود وأحمد الدنيني وسعد الجوهر وناصر الجوهر وسعود العفتان الشهير (أبو حيدر) وسالم مروان للفوز بكأس الملك أعوام 1394- 1396هـ ووصيف البطل أعوام 1391 و1393 وكأس ولي العهد أعوام 1393- 1394هـ. وجاءت هذه الانتصارات الذهبية لتؤكد فعالية وأهمية وتأثير حارسه الكبير (مبروك التركي) الذي شكل في تلك الأيام الخوالي نصف قوة الفريق النصراوي بحضوره المتوهج وبراعته الفولاذية وهيبته الفنية إمام المهاجمين.
) تجلت موهبته كحارس فذ كان يملك مقومات النجاح وخصائص التفوق من بنية جسمانية قوية وحضور ذهني وقدرته الفائقة على التقاط الكرات الجانبية بكل مهارة فضلاً عن سرعة رد فعله الإيجابي التي منحته تذكرة الاختيار لتمثيل أخضر التسعينيات في مشاركات دولية حيث تم اختياره ضمن اللاعبين الذين شاركوا الأخضر في دورة كأس الخليج الثالثة والرابعة ضمن نجوم تلك الدورة ناصر الجوهر والصاروخ وخالد سرور وأحمد عيد والغراب وناجي عبد المطلوب ومحمد سعد العبدلي.

## حماسه ومقالبه
اشتهر الحارس الراحل بطرافته المضحكة والمقالب التي تزرع في النفوس الابتسامة داخل المعسكرات سواء كان مع ناديه أو المنتخب، لذا كان صاحب علاقات واسعة مع جميع اللاعبين ومحبوباً لطيبته المتناهية وخلقه الرفيع، ربما يقول البعض أن شدته داخل الملعب تعكس بعض ما ذكر عنه غير أنه من فرط حماسة وإخلاصه الكبير وحبه للشعار الأصفر والدفاع عن حياضه داخل الملعب تجعله يتحول إلى إنسان آخر سرعان ما يزول هذا السلوك خارج الملعب. هكذا اشتهر الحارس الراحل الذي احتكر مركزة ثمانية أعوام أو تزيد.

## اعتزاله
استمر مبروك التركي في الملاعب حتى مطلع الثمانينات الميلادية، حيث ترك الكرة بعد أن صنع إنجازات (فارس نجد) في ماضي بروزه وصافح منجزات ذهبية مع جيل الذهب ليسلّم راية حماية العرين الأصفر لعمالقة من الحراس الواعدين برزوا وتألقوا بالخارطة النصراوية، أمثال الحارس الكبير سالم مروان وتيسير الصقعبي وخالد الصبياني.
ومما يجدر ذكره أن التركي - مبروك - تلقى عرضاً للاحتراف في أوروبا بعد إقامة الأخضر معسكره في إحدى الدول الأوروبية في النصف الثاني من عقد التسعينيات الهجرية نظراً لامتلاكه مقومات البروز وأدوات التفوق، غير أن عدم السماح بالاحتراف الخارجي آنذاك.. أجهض طموحاته وحرمه فرصة الدخول إلى بوابة التاريخ الرياضي بالمملكة.. كأول حارس سعودي يحترف خارجياً. ومع استمرار توهجه كحارس عملاق كان يشار له بالبنان ويحسب له المهاجمون ألف حساب في تلك الحقبة الفارطة حظي بالعديد من الألقاب الفردية.

## اسهاماته مع النصر
- الفوز في بطولة الدوري العام خمس مرات اعوام 1398 و1390 و1391 و1392 و1393هـ
- الفوز بالدوري التصنيفي عام 1395هـ
- الفوز بكأس شهداء فلسطين عام 1398هـ
- الفوز ببطولة الشرقية مرتين عام 1391 و1392هـ
- الفوز بكاس ولي العهد مرتين اعوام 1393 و1394هـ
- الفوز بكأس الملك عام 1396 و1401هـ
- الفوز بالدوري الممتاز أعوام 1400 و1401هـ

## وصلات خارجية ومصادر
- «مبروك التركي» أسطورة الحراسة النصراوية